# Mystery Dungeon
Mystery Dungeon (不思議のダンジョン?, Fushigi no Dungeon) è una serie di videogiochi roguelike, molti dei quali sviluppati da Chunsoft o altre compagnie autorizzate da Chunsoft.

## La serie

Torneko no Daibōken: Fushigi no Dungeon, primo episodio della serie

La serie ebbe inizio quando Koichi Nakamura ebbe modo di giocare al videogioco Rogue e, rimanendone ispirato, decise di creare una serie di videogiochi propria, simile a quel titolo. Il primo gioco ad uscire fu Torneko no Daibōken: Fushigi no Dungeon per Super Nintendo, ispirato alla serie di JRPG Dragon Quest, di cui Nakamura era co-creatore. Il protagonista del gioco era Torneko Taloon, uno dei personaggi più celebri e apprezzati di Dragon Quest IV: Le cronache dei prescelti. La serie di giochi Mystery Dungeon basati su Dragon Quest, ovvero tre titoli aventi protagonista Torneko e uno con il personaggio di Yangus, è considerata uno spin-off della serie regolare di Dragon Quest.
Il franchise è approdato in seguito su differenti console, come Super Nintendo, Game Boy, Nintendo 64, Game Boy Advance, Nintendo DS, Wii e Nintendo 3DS.
La serie, in Giappone, è stata di ispirazione per titoli dalle meccaniche simili, e gode di buona popolarità a livello mondiale; molto di questo successo, lo si deve alla serie spin-off Pokémon Mystery Dungeon, basata sul mondo dei Pokémon.

## Accoglienza
Il primo capitolo della serie, Torneko no Daibōken: Fushigi no Dungeon, spin-off di Dragon Quest, ricevette un 9 su 10 dalla rivista Famitsū nel novembre 1993. Nel 2006, fu inoltre inserito al numero 78 nella lista dei 100 più grandi giochi di tutti i tempi stilata dai lettori di Famitsū.
Famitsū premiò con un 36/40 il gioco Fushigi no Dungeon: Fūrai no Shiren 2: Oni Shūrai! Shiren-jō!. La serie è stata spesso criticata per la sua alta difficoltà e per la casualità degli eventi generati dal gioco a ogni partita.
Pokémon Mystery Dungeon: Squadra rossa e Squadra blu vendette oltre un milione di copie. Pokémon Mystery Dungeon: I portali sull'infinito fu il diciottesimo gioco più venduto in Giappone nel 2012, con oltre 373 000 copie.